# Der Mann mit dem Fagott
Der Mann mit dem Fagott ist ein zweiteiliger Fernsehfilm aus dem Jahr 2011. Premiere hatte der Film am 18. September 2011 im Casino Velden, am 29. und 30. September 2011 erfolgte die Erstausstrahlung (zwei Teile) bei ORF und ARD. Der Film basiert auf dem gleichnamigen autobiografischen Bestseller von Udo Jürgens und Michaela Moritz aus dem Jahr 2004. Udo Jürgens wurde mit diesem Film zum 77. Geburtstag geehrt. Die Verfilmung erstreckt sich über einen Zeitraum von 1891 bis 2010 und schildert die Geschichte von drei Generationen. Der erste Abschnitt erzählt von Heinrich Bockelmann, dem Großvater Udos, der in Moskau zum Bankier des russischen Zaren aufsteigt, im Ersten Weltkrieg verhaftet und eingesperrt wird, seine Familie und sich jedoch retten kann. Der zweite Abschnitt behandelt Udos Vater Rudolf Bockelmann, Bürgermeister in Österreich, der zum Gefangenen zwischen der Nazi-Ideologie und seinen eigenen Werten wird. Der Kreis schließt sich mit dem Leben des Sohnes Udo Jürgens, dessen Entwicklung und Karriere der Film nachvollzieht, indem er aufzeigt, wie es dazu kam, dass Udo Jürgens zu einem der bedeutendsten Unterhaltungsmusiker im deutschen Sprachraum wurde.

## Handlung
Nach einem Konzert teilt Alex, Udo Jürgens Tourmanager, ihm mit, dass jemand aus Moskau für ihn angerufen habe wegen einer Bronzestatue „Der Mann mit dem Fagott“. Udo ist berührt und meint, der Mann mit dem Fagott sei vor vielen Jahren für seinen Großvater der Anlass gewesen, nach Russland auszuwandern. Seine Gedanken gehen zurück in die Vergangenheit:
Heinrich und Anna Bockelmann (Großeltern von Udo Jürgens)
Als der 20-jährige Heinrich Bockelmann 1891 den Bremer Weihnachtsmarkt besucht, berührt ihn ein Straßenmusiker, der mit seinem Fagott das Lied Kalinka spielt, so sehr, dass er den Entschluss fasst, sein Leben grundlegend zu ändern und nach Russland zu gehen. 20 Jahre später hat er eine angesehene Privatbank in Moskau, der sogar Zar Nikolaus II. einen Großteil seines Vermögens anvertraut hat. Seine Frau schenkt ihm kurz vor Kriegsbeginn die Bronzestatue eines Fagottspielers, die eine verblüffende Ähnlichkeit mit dem Straßenmusikanten aufweist.
Als 1914 der Erste Weltkrieg ausbricht, vertritt Bockelmann die Meinung, ein hungerndes Volk werde sich irgendwann erheben und dann würde die Oberschicht hinweggefegt werden. Als im August 1914 die Rechte der Deutschen in Moskau stark beschnitten werden, sind auch Bockelmann und seine Bank davon betroffen. Nachdem Deutschland Russland den Krieg erklärt hat, beschließt der Bankier, mit seiner Familie das Land zu verlassen. Als die Familie sich auf dem Moskauer Bahnhof befindet, verwehrt man ihnen die Ausreise. Durch Bestechung gelingt es Heinrich Bockelmann, zumindest für seine Familie eine Ausreise nach Schweden zu erreichen. Er verspricht seiner Frau, die ohne ihn nicht fahren möchte, bald nachzukommen. Sie habe die Aufgabe, die Kinder in Sicherheit zu bringen. Kurz darauf wird er verhaftet.
Die Zustände in den Etappengefängnissen, in denen die Inhaftierten untergebracht werden, sind katastrophal. Als Heinrich Bockelmann seinen Freund Baron von Thalen in einem der Gefängnisse in Sibirien wiedertrifft, tut das beiden Männern gut. Nach vielen Monaten teilt man Bockelmann dann endlich mit, dass er eingesperrt sei, weil man ihn der Spionage verdächtige, worauf die Todesstrafe stehe. Als er dem Baron davon erzählt, meint dieser, sie müssten „hier raus“, bevor es zu spät sei, denn egal, wer den Krieg gewinne, man werde sie in jedem Fall töten. Von Thalen deutet gegenüber dem Freund aber auch an, dass er nicht mehr daran glaube, dass er selbst seine Familie noch einmal wiedersehe.
Bockelmann soll auf Befehl des Lagerkommandanten in Moskau Gelder aus seinem (Bockelmanns) Privatvermögen an das bankrotte Gefängnis überweisen, das man in den Auffanglagern dringend brauche. Würde er versuchen zu fliehen, wäre er ein toter Mann. Als er in seine Zelle zurückkommt, findet er seinen Freund Baron von Thalen tot vor. Tränen laufen ihm über die Wange, als er ihn in die Arme nimmt. Heinrich erhält einen Passierschein nach Moskau, wo das Unglaubliche geschieht: Er trifft den Mann mit dem Fagott wieder. Das Erlebnis beflügelt ihn so sehr, dass er die Flucht nach Schweden wagen will.
Bei seiner genehmigten Reise nach Moskau trifft Bockelmann den Sozialisten Kropotkin wieder, der ihn seinerzeit auf dem Moskauer Bahnhof verraten hatte, ihm aber jetzt anbietet, ihm zur Flucht zu verhelfen. Nach kurzem Zögern begibt sich Bockelmann in seine Hände. Bevor er seine Flucht antritt, übergibt er Nastasja, einer Vertrauten aus seiner Moskauer Zeit, einen Brief an seine Familie. Sie solle ihn erst zwei Wochen nach seiner Flucht abschicken. Wenn er es schaffe, und das werde er, werde er ihn rechtzeitig abfangen. Mit Hilfe Kropotkins und der ihn unterstützenden Helfer gelingt es Heinrich Bockelmann, nach Finnland zu gelangen. Von dort aus macht er sich auf nach Saltsjöbaden in Schweden, wohin seine Familie geflüchtet ist. Endlich erreicht er das Haus, in dem seine Familie jetzt lebt, und sieht vom Tor aus seine Söhne Erwin, Rudi und Werner. Dann tritt seine Frau Anna mit dem kleinen Johnny auf dem Arm aus der Tür.
Rudi und Käthe Bockelmann (Eltern von Udo)
Im Sommer 1944 leben Rudi und Käthe Bockelmann mit ihren Söhnen John, Udo und Manfred in Kärnten, wo Rudolf Bockelmann Bürgermeister der Gemeinde Ottmanach ist. Die Familie passt sich den herrschenden Verhältnissen an, so gut es eben geht. Bei einer Übung der Hitlerjugend, der auch Udo angehört, kommt es zu einem dramatischen Zwischenfall. Ein blutjunger Rottenführer lässt Udo vortreten, schreit ihn unkontrolliert an und gibt ihm dann völlig grundlos eine so brutale Ohrfeige, dass der Junge betäubt ins Gras sinkt und die weiter schreiende Stimme nur noch gedämpft und undeutlich wahrnimmt. Einer der Jungen hilft Udo auf, Blut rinnt ihm aus Ohr und Nase. Der Arzt bestätigt Udos Eltern, dass das keine Ohrfeige, sondern ein sehr brutaler Schlag gewesen sei. Udos Trommelfell sei zerfetzt, sodass er sein vollständiges Gehör nie wieder zurückerhalten werde. Udos Vater Rudi meint immer noch, Udo müsse doch etwas getan haben, dass es zu einer solchen Tätlichkeit gekommen sei.
Heinrich Bockelmann, der die Familie seines Sohnes besucht, wollte mit diesem Pack, wie er die Nazis nennt, nie etwas zu tun haben. Er lebt seit seiner Trennung von seiner Frau Anna allein in Meran. Zu seinem Sohn Rudi meint er, wenn er geahnt hätte, was aus Deutschland einmal wird, wäre er vielleicht nie zurückgekommen, und fügt nachdenklich hinzu, dass dann vielleicht auch zwischen ihm und seiner Frau Anna alles anders gekommen wäre. Rudi wirft er vor, er habe sich mit dem Teufel eingelassen. Hätte er wirklich auf seine innere Stimme gehört, hätte er sich nicht von dem Strom mitreißen lassen. Seinem Enkel Udo gibt der alte Mann noch mit auf den Weg, er müsse geradeaus gehen, seinen eigenen Weg, dann bekomme er am Ende auch das, was er wirklich wolle.
Als sich im Januar 1945 die Lage weiter zuspitzt und die Front immer näherkommt, begibt sich Rudi Bockelmann mit seiner Familie in die Lüneburger Heide, wo Rudis Mutter Anna lebt. Zuvor übergibt Bockelmann dem russischen Zwangsarbeiter Aljoscha die Kiste mit der Bronzestatue „Der Mann mit dem Fagott“ zur Aufbewahrung. Als Bockelmann seine Familie auf Gut Barendorf gut aufgehoben weiß, geht er zurück nach Ottmanach, da er als Bürgermeister die Verantwortung für den Ort trage. Käthe Bockelmann muss ihren Mann schweren Herzens gehen lassen.
Zurück in Ottmanach, muss Rudi Bockelmann sich vor der Gestapo verantworten. Man wirft ihm vor, er habe seine Gemeinde verlassen und sei mit der Familie desertiert. Damit sei er ein Volksverräter. Der vernehmende Beamte lässt ihn auch gleich wissen, dass man ihn aufhängen werde. Außerdem habe man Bücher bei ihm gefunden, entartete Bücher: Franz Kafka, Erich Kästner und Thomas Mann. Bockelmann meint, er habe diese Bücher seit seiner Kindheit in seiner Bibliothek, aber schon lange nicht mehr gelesen. Auch dass er russisch spreche, wird ihm vorgehalten. Auf Bockelmanns Erwiderung, er sei in Moskau aufgewachsen, keift der Beamte: „Eine Kommunistensau sind Sie also auch noch.“ Bockelmann wird in eine Gefängniszelle geworfen, wo er auf einen Arzt trifft, der zum Tode verurteilt worden ist, weil er einen Deserteur ärztlich versorgt hatte. Als Bockelmann in einer seiner Vernehmungen äußert, es müsse schlimm um Deutschland stehen, wenn man auf die Aussage eines Dreizehnjährigen angewiesen sei, weil der Beamte etwas vom Volkssturm faselt im Zusammenhang mit Rudis Söhnen, wird er brutal angegangen. Während einer Vernehmung erfährt Bockelmann nebenbei, dass sein Vater Heinrich vorgestern verstorben sei. Zu weiteren Auskünften ist man nicht bereit.
Als Rudi Bockelmann im Mai 1945 zum Verhör gerufen wird, sitzt er einem völlig verwandelten Beamten gegenüber, der ihn mit den Worten empfängt, sie seien ja schließlich keine Unmenschen und er solle sich daran erinnern, wenn er eines Tages danach gefragt werde. Während Käthe Bockelmann sich zur Zeit der Befreiung durch die Amerikaner in einem Luftschutzkeller befindet, findet Rudi Bockelmann sein ehemaliges Dienstzimmer leer vor, von den Nazis keine Spur mehr. Bevor sie sich davongemacht haben, haben sie noch versucht, Beweismaterial zu verbrennen, wovon Papierreste zeugen. Bockelmann laufen Tränen über die Wangen.
16 Monate später ist die Familie Bockelmann wieder vereint. Glücklich hört Rudi Bockelmann Udo zu, der für seinen Vater eine eigene Komposition auf dem Klavier spielt.
Udo Bockelmann alias Udo Jürgens
Udos in der Erdölindustrie erfolgreicher Onkel Erwin gibt ein Gartenfest in seinem Hamburger Anwesen an der Elbchaussee. Als sein Blick auf seinen Neffen Udo fällt, der am Klavier sitzt, will er von seinem Bruder Rudi wissen, wie lange er sich die Untätigkeit seines Sohnes Udo noch ansehen wolle. In einer wenig später gehaltenen Ansprache auf seinen Bruder meint Rudi Bockelmann, Erwin sei der wahre Nachfolger ihres wunderbaren Vaters Heinrich.
In Salzburg arbeitet Udo als Barmusiker. Dort begegnet er der jungen Schauspielerin Gitta, die schluchzend meint, dass es nicht um Talent gehe, um das, was man könne, sondern darum, mit wem man könne. Mit ihr und seinen Musikerfreunden feiert Udo im Jazzclub Studio 15 in seinen 21. Geburtstag hinein. Gitta arrangiert bei der aufspielenden Freddie-Brocksieper-Band einen Auftritt für Udo. Udo ist sprachlos, umso mehr als ihn die Band auch für die nächste Nummer haben will. Tosender Beifall ist sein Lohn. Aus Gitta und Udo wird ein Paar. 
Als Udo später das Geschenk seines Vaters auspackt, ist es die goldene Uhr, die schon seinem Großvater gehörte.
In der Folgezeit versucht Udo musikalisch weiterzukommen. Er schickt Aufnahmen an die Plattenfirma Polydor. Zu Gitta meint er, vielleicht wäre es das Beste, wenn er nach Amerika ginge – Frank Sinatra, Oscar Peterson, Duke Ellington, Count Basie, alle großen von ihm verehrten Musiker kämen von dort. Gitta erzählt ihm von einem Angebot, das sie vom Theater an der Wien bekommen habe. Udo rät ihr sofort es anzunehmen. Er beschließt außerdem, ab jetzt unter dem Künstlernamen „Udo Jürgens“ aufzutreten. Der Postbote bringt eine Zusage der Firma Polydor. Als Udo in München eine Platte aufnehmen soll, gefällt ihm das, was er singen soll, allerdings überhaupt nicht: „Der Mondschein von Portofino“.
Im Sommer 1957 reist Udo dann mit seinem Freund Klaus nach New Jersey in die USA. Er lernt den Studenten Junius aus Harlem kennen, der ihn einlädt, ihn dort zu besuchen. Zusammen gehen sie in einen Jazzclub, wo Udo von einem Farbigen angesprochen wird, der ihn fragt, welche Art Musik er mache. Udo wird sogleich um eine Kostprobe gebeten, er setzt sich ans Klavier und singt dazu. Außer einem Kuss von einer jungen dunkelhaarigen Frau erntet der Sänger auch viel Beifall für seinen Vortrag.
Wieder zurück in München, singt Udo 1961 Was ich dir sagen will. Wieder muss er sich mit dem Produzenten der Firma Polydor auseinandersetzen. Alles, was er gut findet, wird abgelehnt. Letztlich beendet man den Plattenvertrag mit ihm vorzeitig. Im Herbst 1961 erfolgt die endgültige Trennung von Udo und Gitta. Beide sind traurig, als sie sich trennen. Gitta meint, sie wisse ja, dass das einzig Wichtige für ihn seine Musik sei.
Als Udo wieder einen Auftritt in der Bar hat, erscheint sein Onkel Erwin. Udo singt gerade True Love. Sein Onkel hat auch jetzt noch kein Verständnis für das, was Udo tut, er findet sogar, dass man sich deswegen schämen müsse. Er bittet seinen Neffen, am Abend nicht in der Familienvilla anwesend zu sein, da er wichtige Gäste erwarte. Als Udo später eine andere Bar besucht, hört er im Radio Shirley Bassey mit „seinem“ Lied Reach for the Stars. Kurz darauf wird Udo von dem Produzenten Hans R. Beierlein gefragt, ob er sich zutraue, seine eigenen Lieder zu texten und zu singen – Lieder, die die Ängste und Sorgen der Bevölkerung widerspiegelten und am Puls der Zeit seien, authentische Lieder. Udo ist sprachlos, dann meint er bewegt, davon träume er doch seit Jahren.
Am 5. März 1966 tritt Udo Jürgens für sein Heimatland Österreich beim Grand Prix Eurovision de la Chanson in Luxemburg mit seinem Lied Merci, Chérie an. Die Familie verfolgt die Ausstrahlung im Fernsehen, auch sein Onkel Erwin schaut zu, ebenso wie Gitta und weitere Freunde und nicht zuletzt seine Großmutter Anna, die mit Tränen in den Augen alte Familienfotos betrachtet. Den Grand Prix gewinnt Udo mit seinem Lied. 
Es folgen ausverkaufte Tourneen, jubelnde Menschen bei jedem Konzert. Ein Erfolg jagt den nächsten. Nach einem seiner großen Auftritte geht Udo zum ersten Mal im Bademantel auf die Bühne. Es soll sein künftiges Markenzeichen werden. Als er nach einer Zugabe wieder in seine Garderobe kommt, wird ihm sein Onkel Erwin gemeldet. Es sei sehr selten, dass er sich einmal bei jemandem entschuldige, gibt ihm sein Onkel zu verstehen, aber bei ihm müsse er das jetzt tun. Er habe sich gründlich geirrt. Die Männer umarmen sich.
Moskau 2010
Udo ist inzwischen nach Moskau geflogen und von dem alten Aljoscha und dessen Enkel herzlich in Empfang genommen worden. Zuletzt hatte er Aljoscha gesehen, als er zehn Jahre alt war. Aljoscha meint, „Der Mann mit dem Fagott“ warte schon auf ihn. Er beteuert gegenüber Udo, wie gut dessen Vater zu ihm gewesen sei, das vergesse er nie.
In Aljoschas Wohnung angekommen, trinken die Männer erst einmal einen Wodka auf ihr Wiedersehen. Als Aljoscha Udo die Figur übergibt, meint er gerührt, 65 Jahre sei das jetzt her, dass er ihn zuletzt in den Händen gehalten habe. Sein Großvater habe ihm gesagt, diese Figur würde immer auf ihn aufpassen und irgendwie habe sie das ja auch getan. Unter der Figur befindet sich noch ein Brief des Großvaters an seine Nachkommen. Es ist der Brief, den er vor seiner Flucht Nastasja übergeben hatte:

„Solltet ihr diesen Brief erhalten, bevor ich bei Euch bin, dann ist mir etwas zugestoßen. Aber ich bin mir sicher, dass Ihr verstehen werdet, dass ich die Flucht versuchen musste. In einer Stunde, in der die mögliche Freiheit mir ebenso nah ist, wie das mögliche Ende, schreibe ich diese Zeilen in der Hoffnung, einen Teil von mir selbst fortleben zu lassen in den Gedanken und Gefühlen meiner Familie. Denn eine Familie ist wie ein Baum. Im Erdreich verankert durch ein Geflecht von starken und schwachen Wurzeln, die sich in seinem Stamm vereinen und in den dem Himmel zugewandten und zustrebenden Zweigen ihr Spiegelbild finden. Jeder ein Teil des Ganzen, aber nur gemeinsam das Wunderwerk von Wind und Wetter und auch der Zeit. Nur wer die Stärken und Schwächen des Ganzen kennt, wird kraftvoll in seiner Zeit stehen. Unantastbar wie die Eiche im Sturm, wie ich selbst es mir für mein Leben oft gewünscht habe, aber nicht immer behaupten konnte.“

Meran 1955
Vor dem Meraner Hof fährt ein Auto vor, dem ein Engländer entsteigt. Der Mann stellt Ermittlungen nach Heinrich Bockelmann an, der ihm das Kostbarste geschenkt habe, was man verschenken könne, ein neues Leben. Als er erfährt, dass Bockelmann schon seit zehn Jahren tot ist, erkundigt er sich, auf welchem Friedhof er sein Grab finden könne. Dort packt „der Mann mit dem Fagott“ sein Instrument aus und spielt an Heinrich Bockelmanns letzter Ruhestätte ein letztes Mal für ihn.

## Produktion und Hintergrund

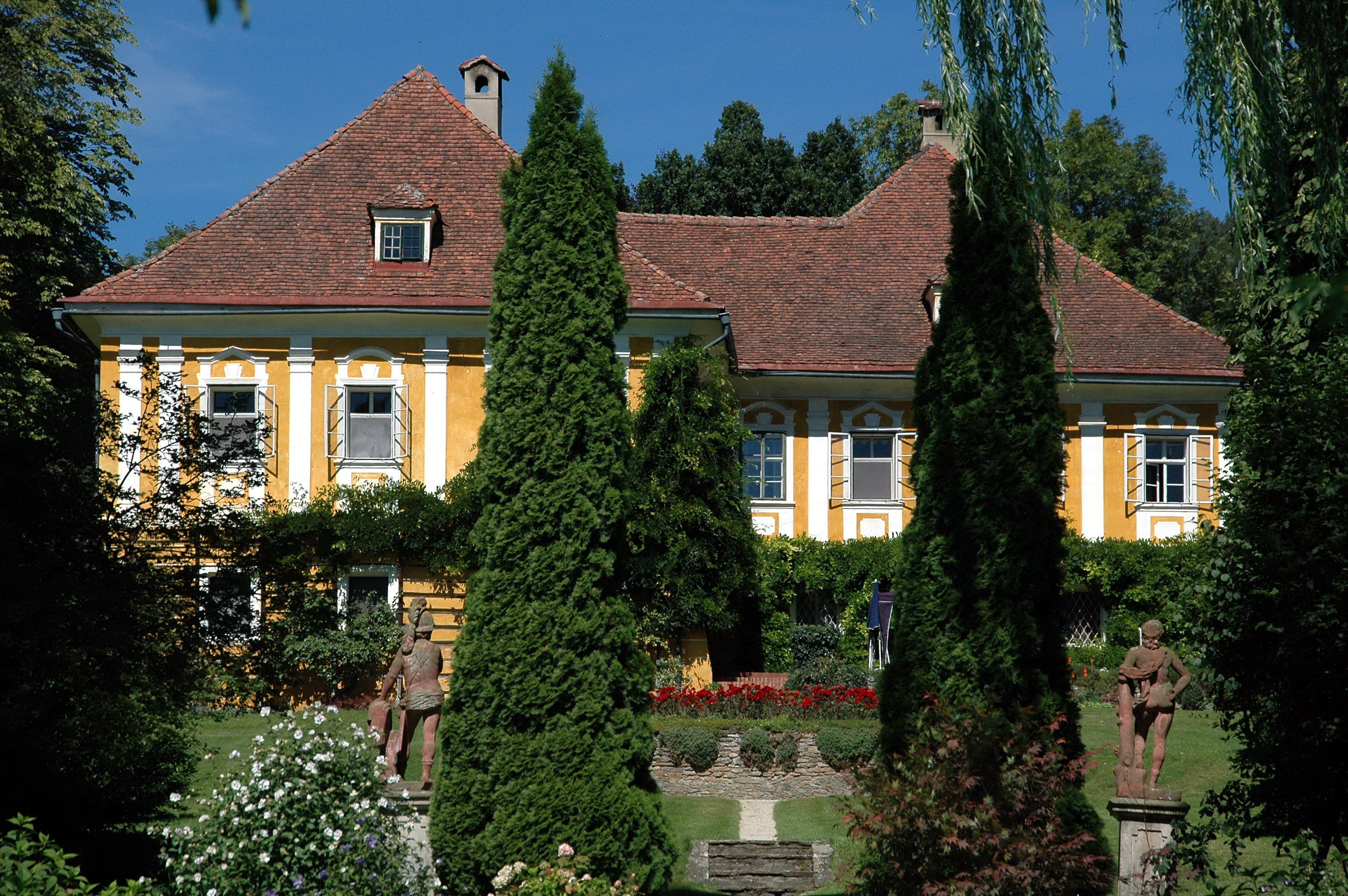
Schloss Ottmanach, einer der Drehorte des Films

Das historische Familiendrama wurde von September bis Dezember 2010 in Österreich (Wien sowie Kärnten), Tschechien, Deutschland und Russland gedreht. Auch in Schloss Ottmanach und auf dem Magdalensberg entstanden Filmaufnahmen. Es handelt sich um das Originalschloss, in dem Udo Jürgens zusammen mit seinen Brüdern aufwuchs. Es befindet sich inzwischen im Privatbesitz einer englischen Familie. Die Eingangsszene „Bremer Weihnachtsmarkt 1891“ wurde im tschechischen Kolín gedreht. Einige der Szenen, die in Russland spielen, wurden im Palais Ferstel in Wien gedreht. Die Bahnhofsszene, in der die Familie im Ersten Weltkrieg auseinandergerissen wurde, entstand in Prag. Die Aufnahmen, die in Harlem spielen, entstanden tatsächlich im Studio in Köln, wo man mit Fotoreferenzen arbeitete.
Die Redaktion lag bei Hans-Wolfgang Jurgan (ARD Degeto Film) sowie bei Klaus Lintschinger (ORF). Die Produktionsleitung oblag Cornelia Schmidt-Matthiesen. Historische Fachberatung bekam der Film von Jörg Baberowski. Es handelt sich um eine Koproduktion der ARD Degeto Film und des ORF. Die Produktion lag bei Ziegler Film GmbH & Co. KG, Produzentin Regina Ziegler, sowie bei Graf Filmproduktion GmbH, Produzent Klaus Graf. Gefördert wurde der Film vom Fernsehfonds Austria, der Filmstiftung NRW, vom FFF Bayern, vom Kultur- und Tourismusreferat Kärnten sowie vom Filmfonds Wien. Der internationale Titel der Produktion lautet: The Man with the Bassoon. Die ca. 11 Millionen Euro teure Produktion wurde ausschließlich digital gedreht.
DVD-Veröffentlichung und CD-Album
Der Mann mit dem Fagott wurde am 30. September 2011 von der Universum Film GmbH auf DVD veröffentlicht (Spieldauer 205 Minuten). Eine Blu-ray-Fassung existiert ebenfalls, sie hat eine Spieldauer von 221 Minuten. Der Soundtrack zum Film Der Mann mit dem Fagott erschien ebenfalls am 30. September 2011; Label: Ariola, Vertrieb: Sony.

## Musik im Film
Die Filmmusik wurde eingespielt vom Filmorchester Babelsberg, es dirigierte Nic Raine. Die Filmsongs stammen von Udo Jürgens. Als Klavierdouble für Alexander Kalodikis, der den kleinen Udo spielte, fungierte David Alexandre. Die Solo-Violine wurde von Julian Rachlin gespielt.
- Ich würde es wieder tun
- Der Mann mit dem Fagott
- Hey Ras Pashol
- Korobuschka
- Gartenparty
- My Funny Valentine
- There Will Never Be Another You
- Shake, Rattle & Roll
- Boardwalk Blues
- This Love Of Mine
- Der Mondschein von Portofino
- Valse Musette
- Go Go Go
- Schenk mir einen Traum
- Black Empire Blues
- Bad Man Blues
- That Lucky Old Sun
- Was ich Dir sagen will
- Reach for the Stars
- Seemann, Deine Heimat ist das Meer
- True Love
- Isn’t A Happy Day
- Ele e ela
- Merci Cherie
- Siebzehn Jahr, blondes Haar
- Immer wieder geht die Sonne auf
- Lied der Hitlerjugend (Musik: Carl Strauß, Text: Heinrich Anacker)[14]

## Einschaltquoten
Der erste Teil von Der Mann mit dem Fagott, der am 29. September 2011 im Ersten sowie im ORF lief, hatte in Deutschland 4,19 Millionen Zuschauer (Marktanteil 13,7 %) und in Österreich 824.000 Zuschauer bei einem Marktanteil von 32 %. Der zweite Teil, der am 30. September 2011 gesendet wurde, konnte in Deutschland 4,16 Millionen Zuschauer (Marktanteil 14,5 %) binden, in Österreich waren es 701.000 bei einem Marktanteil von 29 %.

## Auszeichnungen

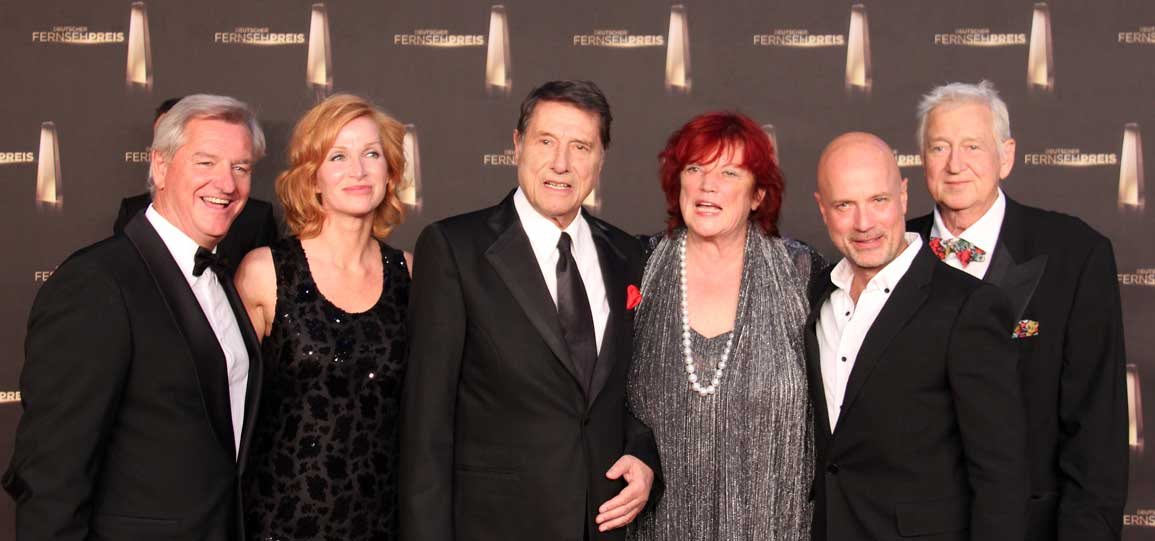
Das Team des Preisträger-Films Der Mann mit dem Fagott beim Deutschen Fernsehpreis 2012 (Klaus Graf, Fanny Stavjanik, Udo Jürgens, Regina Ziegler, Christian Berkel, Wolfgang Gremm)

Der Film wurde 2011 mit dem Bambi in der Kategorie Publikumspreis ausgezeichnet. 2012 erhielt er den Deutschen Fernsehpreis in der Kategorie Bester Mehrteiler.

## Kritik
Jana Werner resümierte für die überregionale Tageszeitung Die Welt, der Film sei „mehr als eine Biografie“. Er sei „eine Reise durch ein turbulentes Jahrhundert.“ Der Zweiteiler sei „eine komplexe Zeitreise durch ein Jahrhundert voller Irrungen und Wirrungen.“
Rainer Tittelbach von Tittelbach.tv meinte, „‚Der Mann mit dem Fagott‘ [sei] kein Spielfilm über die Karriere von Udo Jürgens.“ Erzählt werde die „bewegte Geschichte der Bockelmanns“, zu einer „richtigen Geschichte aber entwickel[e] sich der Zweiteiler nicht.“ Tittelbach fuhr in seinem Urteil fort: „Die Stationen der Familie werden bunt illustriert und abgearbeitet. Anstatt des ‚Mannes mit dem Fagott‘ wartet man auf den Mann am Klavier. Der kommt dann auch, als junger Mann, sehr überzeugend gespielt von David Rott, und als 76-Jähriger: Udo Jürgens selbst. Als Kritiker gibt es viel auszusetzen an dieser ‚unmöglichen‘ Romanverfilmung, als (Popkultur-)Fan kann man froh sein, dass es diesen Film gibt.“
Focus-Redakteur Gregor Dolak verriss die Verfilmung insgesamt, was sich in der Zusammenfassung so darstellte: „Ziemlicher Schmalz diese Verfilmung einer ‚Jahrhundertgeschichte‘, in der Jürgens selbst bisweilen realiter, bisweilen per Playback von Jazz-Songs auftritt. Auf ihre misslungene Art aber wenigstens ehrlich. Denn sonst wären wir am Ende noch auf die Idee verfallen, in Jürgens mehr als einen Schlagersänger zu sehen. Einen wirklich Großen im Musikolymp womöglich. Aber so viel Überhöhung verbietet sich bei soviel erdennaher Geradlinigkeit und Ehrlichkeit von selbst.“
TV Spielfilm hingegen war der Ansicht, dass Regisseur und Co-Autor Miguel Alexandre „die Lebenswege der Familie Bockelmann als hochemotionalen, schön ausstaffierten Zweiteiler [erzähle und] dabei mal eben 100 Jahre europäischer Geschichte [streife].“ Zusammengefasst wurde das in dem Satz: „Zeitreise mit großen Gefühlen, toll bebildert.“ (Daumen zeigt nach oben, Humor, Anspruch, Action und Erotik erhalten jeweils einen von drei Punkten, für Spannung gibt es zwei Punkte und die Community vergibt vier von fünf Sternen).
Hermann Unterstöger von der Süddeutschen Zeitung betonte, dass Filme dieses Genres in „ständiger Gefahr“ seien, „vom eigenen Pomp“ und von der in solchen Fällen „unvermeidlichen Selbstfeier des Protagonisten erdrückt zu werden“. Weiter heißt es in seiner Rezension: „Dass diese Gefahr im Mann mit dem Fagott umgangen wird, liegt zum einen an der die vielen Erzählstränge geschickt bündelnden Kunst des Regisseurs Miguel Alexandre, zum anderen an einem Aufgebot an Schauspielern, wie man es nicht alle Tage findet: Christian Berkel, Ulrich Noethen, Valerie Niehaus, Melika Foroutan, Herbert Knaup und insbesondere David Rott, der seinen Udo Jürgens als einen bei aller Genialität recht zarten, scheuen Jüngling spielt.“
Kino.de war der Ansicht, dass bei dem Familienepos, das über 100 Jahre Zeitgeschichte einschließe, „Kitsch und Kunst eng beieinander“ lägen, und beendete seine Filmkritik mit den Worten: „Durchweg überzeugen kann allerdings die hochkarätige Schauspielerriege von Christian Berkel über Ulrich Noethen bis hin zu einem wunderbaren David Rott als junger Udo Jürgens. Für Fans des Sängers ein Muss.“